# К-56
К-56 — советская крейсерская дизель-электрическая подводная лодка времён Великой Отечественной войны, последний, двенадцатый корабль серии XIV типа «Крейсерская».

## История строительства
К-56 была заложена 17 октября 1937 года на заводе № 189 «Балтийский завод» в Ленинграде под заводским номером 290. Спуск на воду состоялся 29 декабря 1940 года, лодка была включена в состав 4-й бригады подводных лодок Балтийского флота. 11 февраля 1941 года К-56 под командованием Г. А. Гольдберга включили в состав 13-го дивизиона учебной бригады подводных лодок Балтийского флота. К-56 предназначалась для Тихоокеанского флота, но из-за начала Великой Отечественной войны осталась на Балтике. С сентября 1941 года К-56 входила в дивизион строящихся и капитально ремонтируемых подводных лодок.
В середине января 1942 года экипаж К-56 устранял последствия аварии на центральной водопроводной станции Ленинграда: за 22 часа моряки собрали временную схему водоснабжения, и запустили насосы от дизелей подводной лодки, а через 60 часов - отремонтировали и дизели насосной станции. 
29 ноября 1942 года лодка под командованием И. П. Попова вошла в строй. В отличие от первых шести лодок проекта, К-56 не имела минного вооружения.

## История службы
В 1942—1944 годах К-56 осуществляла боевую подготовку. К середине мая 1943 года лодка и её экипаж были готовы к боевым походам, но так как лодки первых эшелонов не сумели преодолеть минно-сетевой противолодочный рубеж в Финском заливе, то поход К-56 отменили.
В свой первый поход К-56 вышла в середине октября 1944 года, 15 числа прибыв в Хельсинки, 17 октября — в Утё, и уже оттуда вышла в Балтийское море, 19 октября прибыв в район маяка Риксгафт. На следующий день командование перенаправило лодку в район пролива Кальмарсунд. 22 октября К-56 по ошибке приняла створовые огни за неопознанное судно, при выходе в атаку села на мель, повредила внешние топливные цистерны. 23 октября перенаправлена в район к западу от маяка Брюстерорт. 24 октября во время шторма получила дополнительные повреждения топливных цистерн, 25 октября атакована неизвестной подводной лодкой. 28 октября вернулась на базу и встала в ремонт.
17 декабря вышла во второй боевой поход, дополнительно на борту находились командир дивизиона Е. Г. Шулаков и флагманский штурман бригады ПЛ. 23 декабря атаковала одиночный транспорт, наблюдала взрыв и гибель судна, послевоенное расследование не дало информации о наименовании и принадлежности этой цели, поэтому результаты атаки нуждаются в подтверждении. 25 декабря подлодка обнаружила вражеский конвой в составе трех транспортов и одного танкера, по самому крупному транспорту был произведен трёхторпедный залп. Попаданий не было из-за резкого изменения курса конвоя. Через 2,5 часа во время повторной атаки был потоплен транспорт «Балтенланд», бывший латвийский «Вальдона» водоизмещением 3038 брт. 29 декабря К-56 была обнаружена немецкими миноносцами и подверглась бомбометанию. Вечером того же дня обнаружила и потопила одиночный транспорт противника — шведский «Венерсборг» водоизмещением 1046 брт, шедший с грузом целлюлозы из Сундсвалля в Кёпенхамн. Весь экипаж судна эвакуировался, но из двадцати человек выжил и был спасён рыбаками только один матрос, Б. Кнутссон.
29 марта 1945 года К-56 отправилась в третий боевой поход. 5 апреля в районе Померанской бухты подлодка зафиксировала шум винтов нескольких кораблей, выдвинулась на встречный курс и через 10-15 минут обнаружила конвой в составе 10-15 кораблей, в составе которого выделялся большой двухтрубный лайнер, двигавшийся в охранении сторожевых кораблей и тральщиков. С расстояния в 10 кабельтовых по лайнеру были последовательно выпущены четыре торпеды (с интервалами 10 секунд), после чего подлодка начала маневрирование для уклонения от атак кораблей охранения противника. При выполнении маневра (примерно через минуту после отстрела торпед) экипаж К-56 услышал три взрыва, однако подлодка поднялась на перископную глубину лишь длительное время спустя. В докладе командира атакованная цель была указана как крейсер типа «Эмден», однако судьба всех крейсеров Германии известна, и ни один из них не был потерян в указанном месте. Возможно, подводники слышали взрывы сброшенных глубинных бомб. 11 апреля в районе маяка Утклиппан К-56 атаковала двумя торпедами цель, опознанную как тральщик типа «Фритьоф», но торпеды прошли под целью. Лодка всплыла и расстреляла судно из орудий, израсходовано 4 снаряда калибра 100 мм и 52 снаряда калибра 45 мм. Потопленное судно опознано как шведская шхуна «Рамона» (57 брт), из пяти человек экипажа один погиб. Шведские тральщики обнаружили лодку после атаки и преследовали её весь следующий день, сбросив 77 глубинных бомб.
Всего в ходе войны лодка совершила три боевых похода суммарной продолжительностью 57 суток, совершила 8 торпедных атак, потопила два транспорта и артиллерией уничтожила шхуну, суммарно 4 141 брт.
В Параде Победы на Красной площади 24 июня 1945 года от экипажа подлодки участвовал 19-летний краснофлотец М. В. Шапошников (в рядах сводного полка КБФ).
В августе 1948 года совместно остальными балтийскими «Катюшами» перешла на Северный флот вокруг Скандинавского полуострова и прибыла в Екатерининскую гавань. Вошла в состав 1-го дивизиона бригады подводных лодок Северного флота, базировалась на Полярный. 9 июня 1949 года переименована в Б-9. В апреле 1955 года в Северодвинске переоборудована для испытаний ядерного оружия, 21 сентября 1955 года использовалась в ходе испытаний, находилась на глубине 9 метров на расстоянии около 1000 м от центра взрыва атомной торпеды. После испытаний отремонтирована, 30 декабря 1956 года выведена из боевого состава флота, отнесена к опытовым. 24 сентября 1957 года потоплена при испытаниях ядерного оружия на Новой Земле. 16 октября того же года исключена из списков плавсредств ВМФ СССР.

### Командиры
- 22 июня 1941 — 1 мая 1942 — Г. А. Гольдберг
- 1 мая 1942 — 9 мая 1945 — И. П. Попов
- 1948 — Н. Г. Зиновьев
- 1952 — И. И. Жуйко
- апрель — сентябрь 1955 — И. С. Луганский